# 부에나 비스타 소셜 클럽 2: 아디오스
《부에나 비스타 소셜 클럽2: 아디오스》(Buena Vista Social Club: Adios, The Flowers of Life: Social Club Buena Vista)는 미국, 영국, 쿠바에서 제작된 루시 워커 감독의 2017년 다큐멘터리 영화이다. 이브라힘 페레르 등이 주연으로 출연하였고 줄리안 코더리 등이 제작에 참여하였다. 쿠바 음악에 관한 1999년 부에나 비스타 소셜 클럽의 뒤를 잇는다. 이 영화는 2017년 5월 26일 극장 개봉되었다.

## 출연

### 주연
- 이브라힘 페레르
- 오마라 포르투온도
- 과지리토 미라발